# Jun Matsumoto
Jun Matsumoto (松本 潤 Matsumoto Jun) a menudo llamado MatsuJun, es un actor, cantante, nacido  el 30 de agosto de 1983, en el barrio de Toshima, dentro de Tokio. Matsumoto también es un galardonado actor y es principalmente conocido por su papel en la serie de Hana Yori Dango, la primera temporada de Gokusen, Bambino, Kimi wa Petto, Smile , la tercera temporada de Kindaichi Shonen no Jikenbo y Shitsuren Chocolatier. Matsumoto es un actor famoso en Japón que ha recibido numerosos premios como actor y ha participado en numerosos dramas.
Es muy popular, ya que forma parte de la banda Arashi y además es el miembro más joven. Desde el debut del grupo en el año 1999, ha alcanzando un número de 66 sencillos, 18 discos de estudio, 1Ep, varios discos compilatorios, durante más de 10 años se han mantenido en las primeras posiciones de los ranking asiáticos y han batido varias veces el récord de ventas en Japón hasta la fecha.

## Primeras años
Nacido en Tokio, Japón, Matsumoto es el segundo hijo, tiene una hermana dos años mayor, cuyo apoyo de KinKi Kids influyó en su decisión de unirse a Johnny's Entertainment en 1996. Envió su solicitud a la agencia el día de su graduación de la escuela primaria y recibió una llamada telefónica semanas más tarde del propio presidente, Johnny Kitagawa, invitándolo a asistir a un ensayo en lugar de la audición. Debido a esto, Matsumoto es considerado élite dentro de la agencia.
Matsumoto inició su carrera en  Johnny's Entertainment el 17 de mayo de 1996, con tan solo 12 años, como bailarín de back-up para otros grupos, como la mayoría en la agencia antes de formar Arashi en 1999 con 16 años. Se graduó de Horikoshi Gakuen, una renombrada escuela secundaria conocida por sus muchos alumnos de artes escénicas, a la edad de 18 años con otros contemporáneos como Kyōko Fukada y Ai Kato a quien considera como su senpai de la escuela.

## Biografía
Jun entró a los Johnny's en 1996, a la edad de 12 años. Rellenó la solicitud con la que pediría una audición para entrar, pero después de unos días, recibió la llamada de Kitagawa quien le dijo que se reportara ya mismo para empezar a trabajar. Es decir, entró sin necesidad de audicionar.
En septiembre de 1999, a bordo del crucero que navegaría por las costas de Honolulu, Hawái, debutó en Arashi, siendo el más joven de los miembros.
Jun es conocido por tener habilidades en el plano de la actuación. Desde su debut ha estado altamente conectado con doramas como «Gokusen» y «Kimi Wa Petto» pero su rol más conocido es definitivamente el personaje Doumyoji Tsukasa, basado en el manga, Hana Yori Dango (2005). La serie fue tan exitosa que consiguieron realizar una segunda temporada al año siguiente y en el 2008 estrenaron la película Hana Yori Dango Final, que cerró el ciclo de la serie y fue muy exitosa en taquilla.
En el 2004 escribió la canción "La Familia" en honor al 5.º aniversario del grupo y la interpretó en el concierto del Iza, Now!.
En el 47.º Golden Melody Awards, en Taiwán en el 2006, Jun, vestido con un traje gris, fue frecuentemente referido como "El Príncipe Encantador" por los reporteros taiwaneses. Doscientas fanes estaban en el aeropuerto el día en que llegó para recibirlo, y él dijo algunas cosas en mandarín cuando presentaba el premio al mejor director.
En el 2007 participa en Bambino! con el personaje principal, Ban Shogo, ganando con este el premio del 53.º television drama academy awards al mejor actor.
En el 2008, Matsumoto se convirtió en un GQ Hombre del Año Japonés bajo la categoría de actor.
Fuera de su trabajo en Arashi o como actor, también fue coanfitrión de Utawara Hot Hit 10. Ahí presentó a artistas como Janet Jackson pero se hizo popular por sus peleas con Akanishi Jin, de KAT-TUN.
Jun es conocido en la banda por ser el que tiene una imagen «cool» y una actitud que aleja a la gente aunque Arashi ha admitido en muchas ocasiones que en realidad él es el más considerado de todos ellos y tiene una personalidad muy amable cuando se trata de sus amigos.
El 27 de enero de 2019, se anunció por parte del grupo a través de su agencia Johnny & Associates que Arashi haría un parón de sus actividades grupales a partir de finales de 2020. El grupo tomó esta decisión por petición de su líder Satoshi Ōno. El resto del grupo estuvo de acuerdo en probar diferentes vertientes de sus carreras por separado. Desde la fecha del anuncio hasta finales de 2020 se programó una gira de conciertos y actuaciones como despedida y agradecimiento a sus fanes.
El 31 de diciembre de 2019 estrenó la serie de Netflix “arashi’s diary VOYAGE”, donde se muestra a la banda detrás del escenario en todo lo que fue la preparación del anuncio, de la gira por ron 20 aniversario “5x20” y como enfrentó la banda la situación en Japón por el COVID19 que conllevó la cancelación de su programa para 2020, además de los preparativos para el disco “this is 嵐", el concierto en línea “arafes 2020” en el estadio nacional de Japón, y el concierto de despedida que será el 31 de diciembre de 2020. 
El 3 de noviembre para el aniversario 21 de la banda se realizó de forma en línea el ARAFES 2020. Ese día la banda realizó una transmisión para su fan club antes del concierto, y lanzaron el disco “this is 嵐".
Se anunció además un concierto de despedida para el 31 de diciembre de 2020 en el que Matsumoto trabaja actualmente.

## Vida personal y personalidad
Matsumoto fue designado el "Líder de Comedia" de Arashi, pero ha perdido más o menos la imagen que se formó. En cierta época, fue conocido por su franqueza y lengua afilada, y denominado "DoS" ( "sádico extremo") por sus compañeros de banda y admitió abiertamente ser neurótico y metódico. A pesar de ello, todos los de Arashi han declarado que es la persona que más se preocupa por el propio grupo.
De pequeño solía desagradarle que lo tildan como el más inaccesible de la banda. Un dato curioso fue revelado por una antigua vecina; ella comentó que él a menudo era confundido con su hermana y eso provocaba que se molestara.
Matsumoto es un gran fan de la superestrella americana Janet Jackson. Él también es un fan de los actores de americanos Johnny Depp, Kevin Spacey, Leonardo DiCaprio y Brad Pitt y goza de kabuki. Es miope y generalmente lleva lentes de contacto en el escenario y la pantalla, pero vuelve a las gafas cuando no funciona. Ha expresado una profunda admiración por el presidente de su sello, Johnny Kitagawa, al que describe como la mayor influencia en su vida. También le gusta el surf y conduce por la playa solo cuando tiene tiempo libre.
Jun Matsumoto, junto con los otros miembros de Arashi dieron una entrevista muy divertida donde preguntaban quien era el que les parecía del grupo el que más seguían las mujeres y todos rápidamente voltearon a ver a Matsujun y este modestamente se levantó.

## Canciones en solitario
- La familia
- Don't cry
- Yabai Yabai Yabai
- With Me
- Superstar
- Naked
- One more time One more chance
- I want you back
- Tell me what you want to be
- Touch the breath
- Key of life
- Come back to me
- Shake it!
- Stay Gold

## Filmografía

### Dramas
| Año  | Título                                                        | Personajes            | Notas                                             |
| ---- | ------------------------------------------------------------- | --------------------- | ------------------------------------------------- |
| 1997 | Hoken Chōsa-in Shigarami Tarō no Jikenbo                      | Shunichi Yoneda       | Supporting role                                   |
| 1997 | Bokura no Yūki: Miman Toshi                                   | Mori                  | Supporting role                                   |
| 1997 | Another Heart                                                 | Tōru Kitamura         | Supporting role                                   |
| 1998 | BOYS BE...Jr: Hakunetsu! Ren'ai Shitai Shōkōgun               | Yū                    | Lead role                                         |
| 1998 | Hitsuyō no Nai Hito                                           | Takuji Ohno           | Supporting role                                   |
| 1999 | Nekkentsu Ren'ai-dō: Second Story - Shishi-za no A-gata BOY   | Retsu Nikaidō         | Lead role                                         |
| 1999 | Nekkentsu Ren'ai-dō: Eleventh Story - Futagoza no B-gata BOY  | Kōsuke Fukunaga       | Lead role                                         |
| 1999 | Kowai Nichiyōbi: Furugiya                                     | S                     | Episode 10 guest appearance                       |
| 1999 | V no Arashi                                                   | Jun Matsumoto         | Lead role with Arashi members                     |
| 2000 | Shijō Saiaku no Dēto: Second Story - Poor Boy vs Rich Lady    | Yūsuke                | Lead role                                         |
| 2001 | Mukai Arata no Dōbutsu Nikki: Aiken Roshinante no Sainan      | Hajime Kindaichi      | Guest appearance                                  |
| 2001 | Kindaichi Shōnen no Jikenbo 3 / Majutsu Ressha Satsujin Jiken | Hajime Kindaichi      | Lead role                                         |
| 2001 | Kindaichi Shōnen no Jikenbo 3                                 | Hajime Kindaichi      | Lead role                                         |
| 2002 | Gokusen                                                       | Shin Sawada           | Lead role 3D Class Leader                         |
| 2002 | Gokusen Returns: Sōshūhen & Shiwasu no Yankumi SP             | Shin Sawada           | Lead role 3D Class Leader                         |
| 2003 | Yoiko no Mikata                                               | Shin Sawada           | Episode 9 guest appearance                        |
| 2003 | Gokusen SP                                                    | Shin Sawada           | Lead role 3D Class Leader                         |
| 2003 | Kimi wa Petto                                                 | Momo/Takeshi Goda     | Lead Role                                         |
| 2005 | Propose: Story One                                            | Satō Kōsuke           | Lead role, first story of mini-drama              |
| 2005 | Hana Yori Dango                                               | Tsukasa Dōmyōji       | Personaje principal                               |
| 2006 | Yonimo Kimyona Monogatari: Story Five — Imakiyo-san           | Takada Kazuo          | Lead role, first story of mini-drama              |
| 2007 | Hana Yori Dango Returns                                       | Tsukasa Dōmyōji       | Personaje principal                               |
| 2007 | Bambino!                                                      | Shogo Ban             | Personaje principal                               |
| 2008 | Myu no Anyo Papa ni Ageru                                     | Hayato Yamaguchi      | Lead role, television special                     |
| 2009 | Smile                                                         | Vito Hayakawa         | Lead role                                         |
| 2010 | Saigo no Yakusoku                                             | Nozomu Gotō           | Lead role with Arashi members, television special |
| 2010 | Wagaya no Rekishi                                             | Yoshio Yame           | Three-part television special                     |
| 2010 | Kaibutsu-kun                                                  | Kaibutsu-kun's butler | Episode 9 guest appearance                        |
| 2010 | Natsu no Koi wa Nijiiro ni Kagayaku                           | Taiga Kusunoki        | Lead role                                         |
| 2011 | Bartender                                                     | Himself               | Guest appearance                                  |
| 2012 | Mou Yuukai Nante Shinai                                       | Shuntarō Tokita       | Guest appearance                                  |
| 2012 | Lucky Seven                                                   | Shuntarō Tokita       | Lead role                                         |
| 2013 | Lucky Seven SP                                                | Shuntarō Tokita       | Lead role                                         |
| 2013 | Hajimari no Uta SP                                            | Wataru                | Lead role                                         |
| 2014 | Shitsuren Chocolatier                                         | Koyurugi Sōta         | Lead role                                         |
| 2016 | 99.9%-Keiji Senmon Bengoshi I                                 | Miyama Hiroto         | Lead role                                         |
| 2018 | 99.9%-Keiji Senmon Bengoshi II                                | Miyama Hiroto         | Lead role                                         |
| 2018 | Hana Nochi Hare: Hanadan Next Season                          | Tsukasa Dōmyōji       | Guest appearance                                  |
| 2019 | Eien no Nishipa                                               | Takeshiro Matsuura    | Lead role                                         |

### Películas
| Año  | Título                                               | Personajes           | Notas                         |
| ---- | ---------------------------------------------------- | -------------------- | ----------------------------- |
| 1998 | Shinjuku Shōnen Tanteidan                            | Kentaro Kanzaki      | Supporting role               |
| 2002 | Pikanchi Life is Hard Dakedo Happy                   | Rentarō Futaba (Bon) | Supporting role               |
| 2004 | Pikanchi Life Is Hard Dakara Happy                   | Rentarō Futaba (Bon) | Supporting role               |
| 2005 | Tokyo Tower                                          | Kōji                 | Supporting role               |
| 2007 | Boku wa Imōto ni Koi o Suru                          | Yori Yūki            | Personaje principal           |
| 2007 | Kiiroi Namida                                        | Yūji Katsumada       | Lead role with Arashi members |
| 2008 | Kakushi Toride no San’akunin: The Last Princess      | Takezo               | Lead role                     |
| 2008 | Hana Yori Dango Final                                | Domyouji Tsukasa     | Lead role                     |
| 2013 | Girl In The Sunny Place / alias "Hidamari no Kanojo" | Okuda Kosuke         | Lead role                     |
| 2014 | Pikanchi Life is Hard Tabun Happy                    | Rentarō Futaba (Bon) | Lead role with Arashi members |
| 2017 | Narratage                                            | Takashi Hayama       | Lead role with Kasumi Arimura |

### Programas de Variedades
- Mayonaka no Arashi (2001 - 2002) TV Nippon
- C no Arashi (2002 - 2003) TV Nippon
- Nama Arashi (2002 - 2004) Fuji Television
- D no Arashi (2003 - 2005) TV Nippon
- Arashi no Waza-Ari (2004 - 2005) Fuji Television
- Utawara Hot Hit 10 (2005 - 2007) TV Nippon
- Mago Mago Arashi (2005 - 2007) Fuji Television
- Arashi no Shukudai-kun (2006 -2010) TV Nippon
- Golden Rush Arashi (2007 - 2008) Fuji Television
- Himitsu no Arashi-chan (2008 - 2013 ) TBS
- VS Arashi (2008 - ) Fuji Television
- Arashi ni Shiyagare (2010 - ) TV Nippon

### Obras de teatro
- Aa, Kouya (2011) es Shinji Shinjuku.
- Byakuya no Onna Kishi Valkyrie (Valkyrie of the White Night) (2006) es Sasuke Kūhibi.
- East of Eden (2005) es Carl Trask.
- West Side Story (2004) es Bernardo.
- Stand By Me (1997) es Teddy.

### Premios
- 72.ª Television Drama Academy Awards: Mejor Actor por- Lucky Seven (2012)
- Voce Beauty Awards 2010: Mejor CM de Belleza por CM Fasio Kose Mascara liner
- 14th Nikkan Sports Drama Grand Prix (Summer): Mejor Actor Natsu no Koi wa Nijiiro ni Kagayaku (Fuji TV, 2010)
- 13th Nikkan Sports Drama Grand Prix (Spring): Mejor Actor por Smile (TBS, 2009)
- 61st Television Drama Academy Awards: Mejor Actor por Smile (TBS, 2009)
- GQ Japan Men of the Year 2008 Awards: GQ Hombre del año 2008 en la categoría de cantante y actor
- 53rd Television Drama Academy Awards: Mejor Actor por Bambino! (NTV, 2007)
- 11th Nikkan Sports Drama Grand Prix (Spring): Mejor Actor por Bambino! (NTV, 2007)
- 10th Nikkan Sports Drama Grand Prix(Jan-Mar 07): Mejor Actor de Reparto por Hana Yori Dango 2(TBS, 2007)
- 47th Television Drama Academy Awards: Mejor Actor de Reparto por Hana Yori Dango (TBS, 2005)
- 33rd Television Drama Academy Awards: Mejor Actor de Reparto por Gokusen (NTV, 20 02)
- 80th Television Drama Academy Awards: Mejor Actor (2014)